# Amphechinus
L'anfechino (gne. Amphechinus), noto anche come palerinaceo (gen. Palaeoerinaceus), è un mammifero eulipotiflo estinto, appartenente agli erinaceidi. Visse tra l'Oligocene medio e il Miocene medio (circa 26 - 15 milioni di anni fa) e i suoi resti fossili sono stati ritrovati in Europa, Asia, Nordamerica e Africa.

## Descrizione
Questo animale doveva assomigliare molto agli odierni ricci (gen. Erinaceus) per quanto riguarda l'aspetto e le dimensioni. Al genere Amphechinus sono state ascritte molte specie, alcune delle quali erano sicuramente più grandi dell'odierno riccio europeo (Erinaceus europaeus). Il cranio di Amphechinus era dotato di un muso particolarmente allungato, con una leggera costrizione interorbitale e, rispetto a Erinaceus, la scatola cranica era meno rigonfia ed era presente una forte cresta sagittale. Le ossa nasali erano allungate e strette, affiancate per quasi tutta la loro lunghezza da grandi ossa premascellari che finivano per entrare in contatto con le ossa frontali. Le ossa mascellari erano relativamente corte e mostravano un grande forame suborbitale sopra il terzo molare superiore. L'arcata zigomatica era quasi esclusivamente costituita da una robusta apofisi dell'osso mascellare e da una lunga apofisi dell'osso temporale, che venivano in contatto fra loro a circa metà dell'arcata. Il margine anteriore dell'orbita formava una grande depressione al livello del foro lacrimale. La cresta sagittale si prolungava, nella regione anteriore, in due creste sopraorbitali divergenti; nella regione posteriore invece si univa a una robusta cresta occipitale, un segnale che erano presenti forti muscoli temporali. Nella volta palatina erano presenti grandi canali palatini. La regione timpanica assomigliava molto a quella dei ricci odierni. Il foro ottico era piccolo.
La mandibola era robusta e allungata, con un margine inferiore notevolmente concavo. Il forame mentale si apriva sotto il quarto premolare inferiore; il ramo montante della mandibola era massiccio e vi era un grande processo coronoide con una profonda fossa per il muscolo massetere; il condilo circolare era più basso e l'apofisi angolare più debole di quella di Erinaceus. 
La formula dentaria era 3/2, 1/1, 3/2, 3/3. Nella mascella, il primo incisivo era possente, a forma di canino e dotato di una radice lunga, ricurva e a crescita continua. Il secondo incisivo era piccolo, a radice singola e circondato da due diastemi, con un abbozzo di tallone posteriore. Il terzo incisivo e il canino erano a due radici, robusti ma compressi lateralmente e anch'esso presentavano una cuspide posteriore rudimentale. Un grande diastema separava il canino dal terzo incisivo e dal secondo premolare (il primo era assente), che era piccolo, a doppia radice e dotato di due cuspidi accessorie. Il terzo premolare superiore era invece di forma triangolare e dotato di una cuspide interna. Il quarto premolare superiore possedeva una parte esterna più sviluppata di quella interna e assomigliava alla struttura presente nell'erinaceide Metechinus. I molari erano di grandezza decrescente dal primo al terzo, senza conuli aggiuntivi; il terzo molare era dotato di due sole cuspidi (paracono e protocono).
Nella mandibola, il primo incisivo era assente, mentre il secondo incisivo era di grandi dimensioni, sporgente in avanti e tagliente. Il terzo incisivo e il canino erano a forma di premolari, a radice singola e dalla corona bassa. Il terzo premolare era molto piccolo e di forma conica, compresso lateralmente e dotato di una cuspide accessoria in posizione posteriore. Il quarto premolare era simile a un molare, con un trigonide stretto, un paraconide ben sviluppato e un talonide corto. I molari inferiori erano anch'essi decrescenti dal primo al terzo. 

## Classificazione
Il genere Amphechinus venne descritto per la prima volta da Aymard nel 1850; a questo genere sono state attribuite numerose specie di erinaceidi dell'Oligo-Miocene i cui fossili sono stati ritrovati in Europa, Asia, Africa e Nordamerica. Tra le forme meglio note vi sono A. edwardsi, del Miocene inferiore della Francia (precedentemente attribuito al genere Palaeoerinaceus), l'oligocenica A. akespensis del Kazakistan, A. intermedius del Miocene medio (i cui primi fossili furono rinvenuti nel noto giacimento di La Grive-Saint-Alban in Francia), A. arvernensis, la nordamericana A. ellicottae e l'africana A. rusingensis. Fossili attribuiti con qualche incertezza a questo genere sono stati ritrovati anche in terreni dell'Eocene della Mongolia.
Amphechinus è un rappresentante arcaico ma già specializzato degli erinaceidi, in particolare della sottofamiglia Erinaceinae, comprendente i veri ricci attuali ma non i ratti lunari.